# Racing Cartagena Mar Menor FC
Racing Cartagena Mar Menor FC was een Spaanse voetbalclub. Tot en met het seizoen 2022-2023 ging de ploeg door het leven als Mar Menor FC en was het thuisstadion de Pitin in San Javier in de autonome regio Murcia. Voor de start van het seizoen verhuisde de ploeg naar Ciudad Deportiva Gómez Meseguer in Cartagena en veranderde zijn naam naar Racing Cartagena Mar Menor FC.  Het team speelde vanaf seizoen 2021-2022 in de nieuwe Segunda División RFEF.  Op het einde van seizoen 2023-2024 hield de ploeg op te bestaan.

## Historie

### 2007 Teloorgang van AD Mar Menor
AD Mar Menor werd opgericht in 1981 en verdween in 2007. Vanaf seizoen zou deze ploeg 1988-1989 zou deze ploeg stijgen naar de Tercera División.  De topjaren waren de seizoenen 1996-1997 (zestiende plaats) en 1997-1998 (twintigste plaats en degradatie) toen de ploeg actief was in de Segunda División B.  In de zomer van 2007 verdween de ploeg, die toen in de Tercera speelde, door financiële problemen.

### 2007-2023 Opmars naar een van de betere ploegen uit Groep XIII van de Tercera División tot de promotie naar Segunda División RFEF
De ploeg moest weer helemaal vanonder starten en zo vertoefde de ploeg tijdens seizoen 2007-2008 in Eerste Regional.  Dankzij een vierde plaats klom de ploeg vanaf seizoen 2008-2009 op naar de Preferente, waar de ploeg zijn behoud kon verzekeren met een dertiende plaats in de eindrangschikking.  Het daaropvolgende seizoen 2009-2010 was met een derde plaats veel succesvoller en dat leidde na drie seizoenen naar een terugkeer op het verloren gegane niveau van de Tercera División.  
Tijdens het eerste seizoen 2010-2011 eiste de ploeg onmiddellijk een vooraanstaande rol op en eindigde derde in de eindrangschikking.  Zo kon het zich plaatsen voor de eindronde.  In de eerste ronde bleek Loja CD te sterk. Na een 0-0 gelijkspel in San Javier, ging de uitwedstrijd met 1-0 verloren.
Ook het tweede seizoen 2011-2012 eindigde de ploeg op dezelfde derde plek, maar nu bleek Club Portugalete te sterk in de eerste ronde van de eindronde.  Net als vorig seizoen werd het  in San Javier een gelijkspel, deze keer met 1-1, en werd de uitwedstrijd weer met 1-0 verloren.
Ook op het einde van seizoen 2012-2013 weer nogmaals de derde plaats behaald.  In de eerste twee rondes werden achtereenvolgens Estrella CF en Haro Deportivo uitgeschakeld, maar tegen CD Laudio liep het net mis.  Na een 0-0 thuiswedstrijd, werd op verplaatsing met 1-0 verloren, waardoor de ploeg uit Llodio promoveerde.
Het volgende seizoen 2013-2014 werd de eindronde alweer bereikt, maar deze keer vanaf een vierde plaats. CMD San Juan werd de tegenstrever en weer een 0-0 thuiswedstrijd gevolgd door een 1-0 uitverlies bezegelde het lot van de ploeg uit San Javier.
Einde seizoen 2014-2015 werd het een jaar zonder eindronde, aangezien de ploeg op een vijfde plaats eindigde.
Het bleef tot dit jaar van afwezigheid, want seizoen 2015-2016 bewerkstelligde de ploeg met een vierde plaats weer de deelname aan de eindronde.  In de eerste ronde werd SD Formentera uitgeschakeld, maar in de tweede ronde bleek het filiaal van CA Osasuna te sterk. Weeral een 0-0 thuiswedstrijd gevolgd door een 1-0 uitverlies bezegelde het lot van de ploeg uit San Javier.
Seizoen 2016-2017 werd weer afgesloten op een vierde plaats, maar Náxara CD bleek na een 1-1 thuiswedstrijd gevolgd door een 2-1 uitverlies weer te sterk.  Tijdens dit seizoen werd de naam van de ploeg veranderd naar Mar Menor FC.
De ploeg werd op het einde van het seizoen 2017-2018 vice-kampioen.  Maar de eindronde werd weer een teleurstelling want Terrassa FC bleek te sterk na een 1-0 uitverlies en een 0-2 thuisverlies.
Het seizoen 2018-2019 werd met een zevende plaats een seizoen zonder eindronde.
Maar na dat jaar afwezigheid werd op het einde van het seizoen 2019-2020 weer de derde plaats afgedwongen.  Maar zoals zoveel keren in het verleden liep het weer mis tijdens de eindronde. Club Atlético Pulpileño bleek net te sterk tijdens de eerste ronde.
Tijdens het overgangsseizoen 2020-2021 slaagde de ploeg met een derde plaats om een plek af te dwingen in de eindronde.  Ze behaalden in de eindronde twee gelijke spelen tegen de lager geklasseerden La Unión CF en het filiaal van FC Cartagena en dat maakte de weg vrij naar de nieuw opgerichte Segunda División RFEF.
Zo speelden ze vanaf seizoen 2021-2022 weer op het vierde niveau van het Spaanse voetbal, waar de Segunda División RFEF de plaats had ingenomen van de vroegere Tercera División.

### 2023-2024 Verhuis naar Cartagena en teloorgang
Op 4 juli werd er met Cartagena FC een samenwerkingsakkoord getekend.  Daardoor verhuisde de ploeg uit San Javier voor minstens vijf seizoenen naar Cartagena.  De ploeg ging verder onder de naam Racing Cartagena Mar Menor.  Maar reeds tijdens het eerste seizoen in de havenstad kwamen de financiële problemen de hoek omkijken.  Op het einde van het seizoen eindigde de ploeg op een veertiende plaats, wat de degradatie naar de Tercera Fédéracion als gevolg had.  De financiële problemen bleven aanhouden, de schuldenlast van 100.000 EUR werden door de Spaanse voetbalbond 

## Overzicht competitie en beker
| Seizoen | Competitie            | Positie     | Resultaat                                      | Beker deelname |
| ------- | --------------------- | ----------- | ---------------------------------------------- | -------------- |
| 2007/08 | 1 Regional            | 4de plaats  | Stijgt naar Preferente                         | Nee            |
| 2008/09 | Preferente            | 13de plaats | Behoud                                         | Nee            |
| 2009/10 | Preferente            | 3de plaats  | Stijgt naar Tercera División                   | Nee            |
| 2010/11 | Tercera División      | 3de plaats  | Eerste ronde play off, behoud                  | Nee            |
| 2011/12 | Tercera División      | 3de plaats  | Eerste ronde play off, behoud                  | Nee            |
| 2012/13 | Tercera División      | 3de plaats  | Derde ronde play off, behoud                   | Nee            |
| 2013/14 | Tercera División      | 4de plaats  | Eerste ronde play off, behoud                  | Nee            |
| 2014/15 | Tercera División      | 5de plaats  | Behoud                                         | Nee            |
| 2015/16 | Tercera División      | 4de plaats  | Tweede ronde play off, behoud                  | Nee            |
| 2016/17 | Tercera División      | 4de plaats  | Eerste ronde play off, behoud                  | Nee            |
| 2017/18 | Tercera División      | 2de plaats  | Eerste ronde play off, behoud                  | Nee            |
| 2018/19 | Tercera División      | 7de plaats  | Behoud                                         | Nee            |
| 2019/20 | Tercera División      | 3de plaats  | Eerste ronde play off, behoud                  | Nee            |
| 2020/21 | Tercera División      | 1ste plaats | 3de plaats promotie naar Segunda División RFEF | Nee            |
| 2021/22 | Segunda División RFEF |             | Behoud                                         | Nee            |
| 2022/23 | Segunda Federación    | 8ste plaats | Behoud                                         | Nee            |
| 2023/24 | Segunda Federación    | 14de plaats | Degradatie                                     | Nee            |